# Бластула

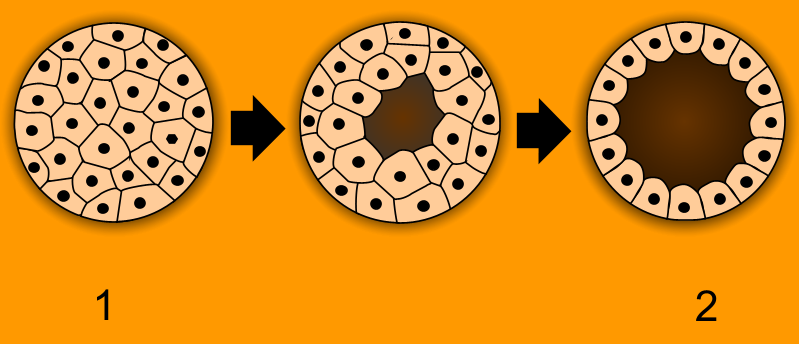
1 — морула, 2 — бластула

Бла́стула (зародышевый пузырь, бластосфера) — многоклеточный зародыш, имеющий однослойное строение (один слой клеток), стадия в развитии зародыша, которую проходят яйца большинства животных — окончательный результат процесса дробления яйца. При своем дроблении (см. Дробление яйца) яйцо рядом последовательных делений распадается на комплекс клеток, именуемых шарами дробления, сегментационными шарами, или бластомерами, относительная величина и взаимное расположение которых бывают различны, смотря по способу дробления, зависящему, в свою очередь, от количества питательного желтка, находящегося в яйце. В наиболее правильной и типической форме бластула бывает выражена при полном и равномерном (правильном) дроблении яйца, какое наблюдается у мелких яиц, бедных питательным желтком. По окончании дробления бластомеры удаляются в радиальном направлении от центра яйца и располагаются в виде сферического слоя клеток, окружающих собой центральную полость. Бластула имеет, таким образом, форму полого шара; полость его, наполненная жидкостью, называется сегментационной полостью дробления, или бластоцелем (Blastocoel). Стенка бластулы состоит из одного слоя плотно прилегающих друг к другу вследствие взаимного давления полигональных, почти одинаковых по величине клеток, по гистологическому характеру представляющих собой слой эпителия; этот эпителиальный слой называется бластодермой и при дальнейшем развитии дает начало зародышевым пластам (см. это сл. и Гаструла). У многих низших животных, живущих в воде, такие бластулы уже покидают желточную оболочку яйца и свободно плавают, вращаясь, при помощи мерцательных ресничек, появляющихся на цилиндрических клетках бластодермы. Такие зародыши называются  бластосферами; но часто последнее название применяется и к стадии бластулы в яйце.

## Дробление
При полном неравномерном (неправильном) дроблении (например, земноводные, осетровые рыбы) получается бластула, клеточки которой отличаются неравной величиной: на одном её (анимальном) полюсе лежат мелкие, на другом (вегетативном) — крупные клетки, а в бластодерме уже различается эктодермическая и энтодермическая части (некоторая разница между двумя полюсами яйца, но в гораздо меньшей степени, бывает заметна часто и в правильной бластуле); сегментационная полость вследствие этого уменьшается и лежит эксцентрически. У позвоночных часто образуется при этом способе дробления бластодерма из нескольких слоев клеточек.
При частичном, так называемом поверхностном, дроблении, как оно совершается например у насекомых, не происходит распадения желтка на бластомеры; дробление выражается в размножении одних ядер дробления, которые затем, окруженные участками плазмы, выходят на периферию яйца и производят распадение поверхностного слоя плазмы, окружающей яйцо, на отдельные клеточки, составляющие бластодерму. Яйцо окружается одним слоем бластодермических клеточек и таким образом как бы вступает в стадию бластулы; но эта бластула не имеет сегментационной полости, так как место полости сплошь заполнено питательным желтком, в котором при этом остаются отдельные ядра дробления, не вышедшие наружу.
Всего более уклоняется процесс дробления и образования бластодермы в яйцах с частичным дискоидальным дроблением, где стадия бластулы является в совершенно неузнаваемом виде. Дроблению подвергается только незначительное количество образовательного желтка (протоплазмы), лежащего на одном полюсе яйца и образующего зародышевую пластинку, тогда как огромная масса питательного желтка совсем не подвергается дроблению (яйца пресмыкающихся, костистых и хрящевых рыб, птиц). В результате дробления получается многослойная зародышевая пластинка, лежащая на одном полюсе яйца, по краям непосредственно лежащая на желтке, а в средней части своей отделенная от него узкой щелью, наполненной белковой жидкостью; эта щель представляет собой сегментационную полость. Под этой щелью и по краям зародышевой пластинки в желтке лежат отдельные, так называемые «желточные ядра». Многослойная зародышевая пластинка с одной стороны и нераздробившийся желток с лежащими в нём ядрами с другой соответствуют мелким клеткам анимального и крупным вегетативного полюсов бластулы яиц с полным неравномерным дроблением.

## Млекопитающие
У млекопитающих строение бластулы сходно со строением бластулы других амниот (птиц и рептилий), и упрощенно бластула млекопитающих может быть отнесена к дискобластуле. Исторически сложилось, что бластуляцию у амниот обозначают термином «первая фаза гаструляции», а образование гомологичное бластуле — термином «зародышевый диск». Однако ввиду отсутствия желтка в яйцах млекопитающих происходит полное равномерное дробление. Поэтому у млекопитающих формированию бластулы предшествует формирование шарообразной структуры, имитирующей зародыш яйцекладущих амниот. Это образование называется «бластоциста». Ввиду внешнего сходства с целобластулой бластоцисту часто ошибочно считают бластулой млекопитающих, что неверно. Несмотря на внешнее сходство, бластоциста не гомологична бластуле.

## Морские животные
Стадия бластосферы многих морских животных, то есть свободно плавающей при помощи мерцательных ресничек правильной, типической бластулы, представляет высокий интерес с точки зрения филогенеза (истории происхождения) животного царства, именно многоклеточных животных (Metazoa). Такая бластула напоминает шаровидные колонии одноклеточных организмов вроде Pandorina или Volvox, относимых то к водорослям, то к жгутиковым инфузориям (Flagellata). Первоначальные Metazoa произошли, вероятно, от подобных шаровидных колоний одноклеточных организмов и на ранних стадиях эмбрионального развития многоклеточных животных проходят через стадию бластулы, как бы выражающей собою тип их родоначальника. См. Гаструла (ср. Balfour, «Handbuch der vergleichenden Embryologie» (1880, I Bd.); О. Гертвиг, «Учебник эмбриологии животных позвоночных и человека» (перевод Шульгина, Одесса, 1889 г. Вып. 1).